# 大理国银鎏金镶珠金翅鸟
大理国银鎏金镶珠金翅鸟，大理国时期（宋代）文物，1978年发现于云南省大理市崇圣寺主塔千寻塔的塔顶。现藏于云南省博物馆。

## 出土
云南省大理市点翠山应乐峰下的崇圣寺兴建于南诏保和十三年（唐文宗开成元年，公元836年），毁于清穆宗同治十一年（1872年），仅三座古塔留存。1978年，中国政府拨专款对年久失修的三塔进行维修加固，文物工作者在维修三塔时，在主塔千寻塔塔顶发现南诏、大理国时期文物文物680多件，其中尤以大理国时期文物居多，大理国银鎏金镶珠金翅鸟就是其中一件，同时出土的还有银背光金阿嵯耶观音立像等。

## 文化背景
大鹏金翅鸟以龙、蛇为食的传说可追溯到印度史诗《摩诃婆罗多》，传说生主达刹的两个女儿迦德卢与毗娜达嫁给仙人迦叶波，姐姐迦德卢生下了一千枚蛋，妹妹毗娜达生下了两枚蛋，前者孵化出一千条龙蛇（那伽），后者死掉一枚，另一枚孵化出大鹏金翅鸟（迦楼罗）。由于母亲毗娜达受迦德卢欺负，沦为迦德卢的女奴，迦楼罗为拯救母亲，不断吞噬蛇类，从此金翅鸟与蛇类世代为敌。迦楼罗在印度神话中是一种性情猛烈，类似鹫鹰的巨鸟，是印度教三大主神之一毗湿奴的坐骑，佛教天龙八部之一，通常与人面鸟身、鸟面人身或全鸟身的形象出现。
迦楼罗的形象随佛教传入东亚，与白族等族原本的金鸡崇拜相结合，在中国西南地区往往以金鸡形象出现。古代的大理频发水患，百姓认为是邪龙作祟导致的，佛教故事中龙畏惧大鹏金翅鸟和佛塔，因此大理人修建佛塔，并将大鹏金翅鸟塑在塔顶或藏于塔内，以期望达到镇压水患的目的。

## 外观描述
这座金翅鸟的鸟头饰羽冠，脖颈细长，翅膀向内卷作欲飞状，两爪锋利有力，立于莲座之上。尾、身之间插有镂空火焰形背光，背光上饰有五粒水晶珠。头、翼、身、尾为分别锤刻制作，通过焊接连为整体。这座金翅鸟为整器鎏金，体态雄健圆浑，工艺细腻，造型精美。

## 相关
大理国银鎏金镶珠金翅鸟是云南省博物馆参加综艺节目《国家宝藏》第二季的三件文物之一，由佟大为担任明星守护人。

## 备注
1. ↑  《全国馆藏文物名录》普查登记号（全国馆藏文物名录查询网站）